# Коб-Покровка
Коб-Покро́вка (рос. Коб-Покровка, башк. Коб-Покровка) — село у складі Благоварського району Башкортостану, Росія. Входить до складу Язиковської сільської ради.
Населення — 557 осіб (2010; 558 в 2002).
Національний склад:
- росіяни — 40 %
- башкири — 39 %